# Francesc Fontanella i Garraver
Francesc Fontanella i Garraver (Barcelona, 1622 - Perpinyà, 9 d'octubre de 1681) fou l'escriptor més ambiciós del barroc català, destacat en la poesia i el teatre. Juntament amb Vicent Garcia és un dels màxims exponents de la poesia barroca. La seva obra té influències d'autors castellans com ara Góngora o Garcilaso de la Vega i fa servir tècniques poètiques pròpies de la poesia cultista.

## Biografia

### Naixement
Francesc Fontanella és el vuitè fill del matrimoni format per Joan Pere Fontanella, fill d'una família de l'elit olotina que es trasllada a Barcelona per exercir d'advocat, i Margarida Garraver, filla d'una família important de Perpinyà. L'origen rossellonès de la família materna explicaria la connexió dels Fontanella amb aquesta comarca. Joan Pere Fontanella és un advocat de prestigi amb diverses obres publicades que exerceix de lletrat en diverses institucions com la Congregació Claustral Tarraconense, la Generalitat o el Consell de Cent. Un activisme polític i formació en lleis influeixen tant en el primogènit Josep Fontanella com el benjamí Francesc Fontanella.
Es diu que va ser batejat el 24 de desembre de 1622 a la catedral de Barcelona i, per tant, és probable que nasqués el dia abans.

### Formació
No es té informació de la seva infantesa ni de la seva formació preuniversitària, tanmateix, probablement hauria tingut la formació dels fills de les famílies benestants. Després d'aquesta formació inicial acabaria seguint la carrera de lleis del seu pare i germà. Així doncs, sembla que, bé per vocació o bé per la pressió familiar, va seguir el mateix camí.
Se sap que el 1641 Fontanella ja era doctor, perquè en el Panegíric a la mort Pau Claris ja apareix amb el títol «lo doctor Francisco Fontanella». Era doctor en dret civil i canònic, com confirma el seu testament de 1658. Es doctorà de manera precoç a divuit anys, un fet que indicaria que hauria començat els estudis universitaris a dotze anys. Amb divuit anys Francesc publica el text suara esmentat, una exaltació literària i política al president de la Generalitat que acabava de morir. És una peça d'oratòria que combina la prosa cultista i els textos poètics en català, llatí i francès, mostra la seva ambició políticocultural.
Després d'acabar la seva formació va entrar al gabinet del seu pare com a jurista per defensar els interessos de la vila d'Olot. Amb només vint anys ja és una autoritat literària, com demostra el fet que el 1643 se li encarregui escriure la sentència o vexamen pel certamen poètic en honor de sant Tomàs d'Aquino al convent de Santa Caterina. Aquest fet mostra que ben d'hora esdevé una figura preeminent al món cultural barceloní.

### Activitat política
Joan Pere Fontanella, el pare, era gran amic de Pau Claris, president de la Generalitat el 1641 i compromès a fons en la política secessionista de Catalunya i en l'annexió del Principat a la corona francesa. Tant Francesc Fontanella com el seu germà Josep estaven implicats en l'ambient patriòtic i secessionista del Principat va tenir una participació activa en la revolta.
Francesc Fontanella duu a terme activitat militar amb graus de comandament: el seu amic Francesc Barra l'anomena «sobreintendent d'artilleria» en el seu Breu tractat d'artilleria de 1642. Tanmateix, sembla que aquest càrrec no provenia de l'escalafó militar, sinó que depenia del Consell de Cent i era l'encàrrec d'avaluar la situació d'artilleria de la ciutat i presentar-ne un report. També s'ha proposat la seva possible presència a la batalla de Montjuïc de 1641, tot i que no n'hi ha cap prova documental. Consta com a sergent major el 1646 com a cap d'un regiment de 700 homes enviat a Cervera per donar suport a «moser de Meranuile» i com a màxima autoritat artillera de Barcelona el 1652, encarregat de comandar l'artilleria en l'acte de rendició de la ciutat davant de Joan Josep d'Àustria.
Entre el 1643 i 1644 Fontanella acompanya l'ambaixada del seu germà gran, Josep Fontanella, al congrés de Münster. El 13 d'agost de 1643 Josep Fontanella és designat assessor català de l'ambaixada de França a la conferència de Pau de Münster, un prolegomen de la Pau de Westfàlia (1648), on es va acordar el final de la Guerra dels Trenta Anys (1618-1648). Francesc Fontanella acompanya el seu germà al viatge, fet que prova la seva estreta relació. Surten de Barcelona el 20 d'agost, el 28 de setembre són a París i arriben a Münster el 17 de març de 1644. Les accions de Josep Fontanella no van complaure ni espanyols ni francesos i l'obliguen a tornar a Barcelona el 14 de gener de 1645. Se sap que Francesc Fontanella s'hi va estar un temps més, puix que envia la darrera lletra de Münster estant el 21 de gener de 1645.

### Exili a Perpinyà
Després de la mort del seu pare (1649), el 1652 Josep i Francesc Fontanella travessen la futura frontera que es dibuixarà amb el Tractat dels Pirineus amb Josep Fontanella, després que els confisquessin els béns i acusessin de traïdors. El 1654 es casà amb Anastàsia d'Ardena i de Sabastida, germana de Josep d'Ardena, amb qui tenien una estreta relació. Com totes les famílies que s'havien exiliat decideixen de fer causa comuna i ajudar-se els uns als altres. Per aquest motiu no se sap fins a quin punt el casament va ser un afer amorós o un tema de política matrimonial per l'aglutinació dels clans profrancesos exiliats. Un any després del casament en neix un fill, Josep.
Francesc Fontanella ha perdut la relació entre política i cultura que tenia a Barcelona, el cercle cultural barceloní que encapçalava ha desaparegut i no hi ha cap traça que indiqui que estigués vinculat a cap activitat cultural similar a Perpinyà. El seu germà feu diversos viatges a París entre 1649 i 1650, i ell el devia haver acompanyat en algun.
El 1657 mor la seva esposa Anastàsia d'Ardena i aquest mateix any decideix entrar al convent de predicadors de Perpinyà, dels dominics, amb qui ja havia col·laborat al certamen de Sant Tomàs. Fontanella entra al convent en un moment de desil·lusió i fervor espiritual, després de la mort de les seves tres esposes (Nise, Helena Serra i Anastàsia d'Ardena) i el seu pare, i amb la voluntat de recuperar el poder del clan familiar. A partir l'entrada al convent, sovintegen els poemes religiosos de penediment, poemes de tema bíblic i especialment de desengany del món.
Francesc Fontanella ascendeix en el cursus religiós, el 1660 és ordenat sacerdot, entre 1671-1672 ja era prior del convent de Sant Domènec de Perpinyà, almenys fins al 1675. Apareix en una llista d'episcopables pel bisbat d'Elna, però els dominics eren un orde incòmoda per al poder francès que, a més, veia com un problema l'exili dels catalans i la necessitat d'afrancesar el territori. Per tant, decideixen que els convents rossellonesos han d'estar regits per francesos i així també els bisbats. El 1662 Francesc Fontanella es va doctorar en teologia i almenys entre 1663-1670 va ser professor de dret canònic a la Universitat de Perpinyà.
Una altra prova del poc arrelament cultural de Francesc al Rosselló, és que malgrat que hi va escriure una quantitat notable de textos poètics, no s'hi va desenvolupar cap tradició manuscrita pròpia, sinó que aquesta es va produir al Principat. No es produeix la simbiosi que s'havia produït a Barcelona; a més, Perpinyà es trobava en un context de ruïna econòmica i de davallada demogràfica important.
Com els historiadors han establert a partir de documents judicials dels Arxius Departamentals dels Pirineus Orientals (França), Francesc Fontanella va morir a Perpinyà el 9 d'octubre de 1681 a l'edat de 59 anys.

## Obra

### Poesia
En l'obra de Joan Pere Fontanella Decisiones Cathaloniae (1639), al primer volum, Francesc Fontanella hi publica, amb només setze anys, el seu primer poema imprès: «De la que el Llobregat verda ribera» dedicat al seu pare. És un poema molt complex, fet que sorprèn per la seva edat, segueix el model de Góngora, amb una sintaxi complexa i un ús abundant de la mitologia per dir-nos que el seu pare ha assentat la doctrina jurídica a Barcelona.

#### Vexamen
El 1643 és l'encarregat d'escriure un vers en to jocós que és la sentència del certamen poètic de Sant Tomàs d'Aquino celebrat al convent dominicà de Santa Caterina, amb motiu de l'arribada d'una relíquia del sant a Barcelona. El text, anomenat vexamen, demostra que Francesc Fontanella es va convertir en una de les figures capitals de la Barcelona cultural del moment.

#### Giletes
Les obres escrites amb el pseudònim Gilet és un dels conjunts fontanellians més homogenis. Són poemes lleugerament bucòlics que narren una llarga relació amorosa entre el Jo poètic i una dona anomenada Gileta. Així doncs, es tracta d'una sèrie de 78 poemes breus de temàtica amorosa i en clau pastoral. En un inici es creia que s'havien escrit entre 1639 i 1640, durant les estades de l'autor al Rosselló; tanmateix, actualment es considera que aquests poemes tenen una producció que es dilata al llarg de la seva vida, ja que alguns demostren una gran complexitat i maduresa. Es caracteritzen per una abundància de diminutius i una expressió ingènua i planyívola. L'autor pren el pseudònim de Gilet i la destinatària, que rep el pseudònim de Gileta, podria ser Maria Teresa d'Ham, membre d'una de les famílies més importants del Rosselló.

#### A Nise
El 1648, Fontanella escriu un recull de poemes a la mort de Nise. Es tracta d'un conjunt de textos elegíacs en què apareix el criptònim Nise. Aquest conjunt format per cinc sonets i una llarga silva són uns dels versos més coneguts i divulgats de Fontanella. Aquests poemes es caracteritzen per un dolor inconsolable per la mort de Nise i indiquen que l'autor fa ús de l'escriptura com a forma de vèncer l'oblit. Es desconeix la identitat de la dona que hi ha darrere el nom de Nise, en un primer moment s'havia especulat amb Helena Serra, la seva primera esposa, però no s'hi casà fins al 1649 i no morirà fins al 1652. D'aquest curt matrimoni, en naixerà Joan.
Alguns autors creueu que Nise estaria relacionada amb la filla natural de Fontanella nascuda vers el 1647 i anomenada Josepa Fontanella, però no n'hi ha cap prova documentària que ho confirmi. Se sap que la filla existeix pel testament de Margarida Garraver, en el qual es diu que resideix al convent dels Àngels de Barcelona.

#### A Elisa
A partir de 1648, després de la mort d'Helena Serra, Fontanella escriu composicions poètiques destinades a Elisa, que s'ha identificat com un pseudònim bucòlic d'Estàsia d'Ardena. Entre aquestes obres destaca Retrato impossible. Ègloga, en el qual parla de l'absència de l'amada, però el gran protagonista del poema és la ciutat de París. És una ègloga urbana, un oxímoron. El seu germà Josep feu diversos viatges a la capital del regne de França, i podria ser que ell l'hi hagués acompanyat, un fet que li hauria servit d'inspiració.

#### Epístoles fluvials
Després del viatge diplomàtic a Münster, Fontanella escriu tres poemes epistolars al seu cercle literari de Barcelona. S'han anomenat poemes fluvials, perquè figuren ser escrits des de dos rius. Un des del Loira («En lo bullici inquiet») i dos del Mosa estant: el primer des de Charleville, a punt d'embarcar («Ja m'aguarda l'altra ribera») i el segon («Coronats de llarga boga») quan ja es troba navegant pel riu i aquest hi apareix personificat. En aquests poemes evoca amb nostàlgia Barcelona i s'hi entreveuen dades del viatge diplomàtic. A més a més, Fontanella mostra un orgull patriòtic de veure Catalunya al costat d'altres potències europees.

#### Poesia religiosa
Després de la mort de la seva tercera esposa el 1657 Fontanella entra en un convent dominicà. Durant aquesta etapa continua la seva producció literària; se'n conserven més d'un centenar de poesies religioses, la major part escrites a partir del període dominicà. Però no segueix les devocions tradicionals rosselloneses, sinó que, en general, demostra que la seva obra hagiogràfica és clarament hispànica, vinculada a la religiositat contrareformista hispana culta.

### Teatre
Durant el barroc, les companyies castellanes monopolitzaven el mercat teatral, de manera que estava normalitzat l'ús del castellà en la producció teatral. El català era emprat només en teatre breu de to popular com els entremesos i en peces religioses de tradició medieval com les representacions de la Passió, el teatre nadalenc, obres assumpcionistes i hagiogràfiques. En aquest context, és especialment rellevant la producció de dues obres de teatre culte destinades a un públic cortesà en llengua catalana com Tragicomèdia d'amor, firmesa i porfia i Lo Desengany. Totes dues es produeixen durant Guerra dels Segadors (1640-1652), moment de tancament de fronteres que permet disputar el monopoli de les companyies castellanes.

#### Tragicomèdia d'amor, firmesa i porfia
Durant l'any 1642 amb l'estrena de la Tragicomèdia d'Amor, Firmesa i Porfia Fontanella canvia el pseudònim de Gilet per Fontano. Els principals protagonistes de la Tragicomèdia d'amor, firmesa i porfia són Fontano, Elisa i Guidèmio, que constitueixen un triangle amorós: Fontano i Guidèmio pretenen l'amor d'Elisa, però ella prefereix el segon. L'acció passa en una època d'hostilitats entre els pastors del Besòs, grup a què pertany Fontano, i els del Llobregat, entre els quals hi ha Elisa i Guidèmio. Els dos bàndols estan en guerra des que Tirsis, majoral del Llobregat, va raptar l'esposa de Menalcas, majoral del Besòs. L'obra és un exemple de la utilització del recurs dramàtic de l'anagnòrisi (o agnició), en què el reconeixement tardà de la qualitat real d'una persona altera les expectatives del desenllaç.

#### Lo desengany
L'any 1651 Fontanella escriu Lo desengany. És una obra molt diferent en el to, tema i forma, és més experimental. Francesc l'intitula «poema dramàtic». Escenifica el fiasco dels amors de Venus i Mart com una lliçó per als enamorats que viuen l'engany de l'amor passional i no el desengany que n'és la superació.

### Prosa

#### Panegíric a la mort de Pau Claris
El Panegíric a la mort de Pau Claris (1641) és una peça oratòria d'exaltació política dedicada al president de la Generalitat Pau Claris (1586-1641) just acabat de morir.

## Obres
- 1639: De la que el Llobregat verda ribera
- Giletes (es creien d'entre 1639-1640, es dilata al llarg de la seva vida)
- 1641: Panegíric a la mort de Pau Claris
- 1642: Tragicomèdia pastoral d'amor, firmesa i porfia
- 1643: el Vexamen (sentència literària al certamen de Sant Tomàs d'Aquino)
- 1643-1644: Poemes fluvials
- Poesia burlesca durant el setge de Barcelona
- Poemes dedicats a la mort de Nise
- 1651: Lo desengany (poema dramàtic)
- Poemes dedicats a Elisa (Anastàsia d'Ardena)
- Poesia religiosa (hagiogràfica, bíblica i de desengany del món)
- Poesia burlesca
- Poesia de circumstàncies (casaments, batejos, morts)
- Cartes en prosa i en vers